# Oecetis catenulata
Oecetis catenulata là một loài Trichoptera trong họ Leptoceridae. Chúng phân bố ở miền Australasia.